# Chris Walden
Chris Walden (* 10. Oktober 1966 als Christian Waldemar Schulz in Hamburg) ist ein deutscher Jazzmusiker, Komponist und Arrangeur.

## Leben und Werk
Chris Walden stammt aus einer Musikerfamilie und lernte schon in frühen Jahren Trompete und Klavier spielen. Bereits in seiner Schulzeit begann er mit dem Arrangieren von Big-Band-Musik. 1988 gehörte er zur Gründungsgeneration des Bundesjazzorchesters unter der Leitung von Peter Herbolzheimer, der ihn auch in der Folgezeit förderte.
Walden studierte Dirigieren und Arrangement in Köln und schloss sein Studium 1994 ab. Danach dirigierte er unter anderem die RIAS Big Band. Er begann mit dem Arrangieren von Filmmusik, zuerst als Assistent und Arrangeur von Herbolzheimer für den Film Schtonk, später auch als alleiniger Komponist, hier vor allem für deutsche TV-Serien.
1996 wanderte Walden nach Los Angeles aus, um sich stärker der Filmkomposition für Kinoproduktionen zu widmen. 1999 gründete er seine eigene Big Band. Er hat als Arrangeur und Komponist u. a. für Michael Bublé, Josh Groban, David Foster, Paul Anka, Barbra Streisand, Michael Bolton, Diana Krall, Seal, Aretha Franklin, und Sheryl Crow gearbeitet.
Seit 2019 ist Walden Chef-Arrangeur bei der jährlichen Oscarverleihung.
Walden ist verheiratet und hat zwei Kinder. Er lebt mit seiner Familie in Los Angeles.

## Filmmusik (Auswahl)
- 1992: Alles nur ein Spiel
- 1993: Ein Mann für jede Tonart
- 1995–2001: Dr. Stefan Frank (Fernsehserie)
- 1994: Weihnachten mit Willy Wuff (Fernsehfilm)
- 1995: Alle lieben Willy Wuff
- 1995: Weihnachten mit Willy Wuff – Eine Mama für Lieschen (Fernsehfilm)
- 1996: Muchas gracias, Willy Wuff
- 1997: Weihnachten mit Willy Wuff – Mama braucht einen Millionär (Fernsehfilm)
- 2005: Crimson Force (Fernsehfilm)
- 2005: Alien Siege – Tod aus dem All (Alien Siege, Fernsehfilm)
- 2005: Kampf der Planeten (Crimson Force, Fernsehfilm)
- 2006: The Pet – Die Sklavin (The Pet)
- 2007: Die Rosenkönigin
- 2011: Monster Mutt
- 2013: King of Herrings
- 2017: The Terror of Hallow’s Eve

## Andere Kompositionen - Auswahl
- 2007: Kurt Marti Suite, komponiert für Big Band und Chor (Origin)
- 2008: Symphony No. 1 - The Four Elements

## Werke auf CD - Auswahl
- Chris Walden Big Band: Full-On! (Origin) 2014
- Chris Walden Big Band und Chor St. Johannis Harvestehude: Kurt Marti Suite (Origin) 2007.
- Chris Walden Big Band: Winter Games (Origin) 2006.
- Chris Walden Big Band: No Bounds (Origin) 2006.
- Chris Walden Big Band: Home of My Heart (Origin) 2005.
- Chris Walden: Ticino (ACT) 1996

## Ehrungen
- 2017 Grammy-Nominierung in der Kategorie Best Arrangement, Instrumental or Accapella für White Christmas (Herb Alpert)
- 2014 Grammy-Nominierung in der Kategorie Best Arrangement, Instrumental or Accapella für Moon River (Amy Dickson)
- 2013 Grammy-Nominierung in der Kategorie Best Instrumental Arrangement Accompanying Vocalist(s) für Let's Fall in Love (Seth MacFarlane)
- 2009 Zwei Nominierungen für den Grammy in den Kategorien Best Classical Contemporary Composition und Best Orchestral Performance für das Album Symphony No.1 - The Four Elements
- 2006 Zwei Nominierungen für den Grammy in den Kategorien Best Large Jazz Ensemble Album für das Album Home of My Heart und Best Instrumental Arrangement für Cherokee vom selben Album
- 1998 Ernst-Fischer-Preis, der alle zwei Jahre von GEMA-Stiftung und Deutschlandradio vergeben wird